# Johann Gambolputty
Johann Gambolputty er en fiktiv person, der optræder i omtale i en sketch i episode seks fra første sæson af Monty Pythons Flyvende Cirkus-serien. Gambolputty er forkortelsen af et ekstremt langt navn, som nævnes flere gange i sketchen, og selve nævnelsen af navnet udgør det humoristiske element i sketchen.

## Indhold
I en ramme af et fiktivt tv-program med titlen It's the Arts laver værten, Arthur Figgis (spillet af Graham Chapman), et oplæg til et interview ved at nævne en række kendte komponister: Beethoven, Mozart, Chopin og Liszt, hvorefter han påpeger, at der er en betydningsfuld tysk barokkomponist, der er glemt. Hans fulde navn er Johann Gambolputty de von Ausfern-schplenden-schlitter-crasscrenbon-fried-digger-dingel-dangel-dongel-dungel-burstein-von-knacker-thrasher-apple-banger-horowitz-ticolensic-grander-knotty-spelltinkle-grandlich-grumbelmeyer-spelterwasser-kurstlich-himbeleisen-bahnwagen-gutenabend-bitte-ein-nürnburger-bratwurstl-gerspurten-mitz-weimache-luber-hundsfut-gumberaber-schönendanker-kalbsfleisch-mittler-aucher von Hautkopf of Ulm. Figgis vil derfor hjælpe til, at komponisten kommer til ære og værdighed, hvorpå han gør klar til et interview med den sidste overlevende efterkommer efter ham, Karl Gambolputty (..) von Hautkopf of Ulm, idet hele navnet nævnes én gang til.
Karl Gambolputty (Terry Jones) viser sig at være en gammel mand, der siddende i en park bliver interviewet af en journalist (John Cleese). Karl begynder nu at fortælle, at første gang han mødte Johann (hele navnet), var han sammen med sin kone Sarah Gambolputty de von .., hvorpå journalisten høfligt afbryder ham: "If I may just cut in on you there, Herr Gambolputty (..)", hvorefter han selv nævner hele navnet og fortsætter med at spørge - kort, som han selv siger - hvad Karl husker om Johann Gambolputte (..), igen med hele navnet nævnt.
Da han er færdig med sit spørgsmål, får han ikke noget svar, og kameraet fanger Karl, hvis hoved hænger, og da journalisten skubber til ham, indser han, at Karl er død. Han begynder derpå at grave en grav, hvorpå programmet skifter tilbage til Figgis, der runder indslaget af med ordene: "A tribute to Johann Gambolputty ..", hvorpå der skiftes til en viking, fulgt af en splejset mand i en pullover og en ridder i rustning, der hver især siger en bid af navnet. Derpå skiftes der til animerede figurer, der ligeledes skiftes til at sige små dele af navnet, indtil Figgis siger sidste del "of Ulm".
Sketchen har en løs forbindelse til en sketch i det allerførste program, hvor der ligeledes er et indslag fra It's the Arts (her et interview med en fiktiv filminstruktør).

## Navnet
Det lange navn består hovedsageligt af tyske eller tysklignende brokker, mange enkelte ord, men også en hel sætning: "Guten Abend, bitte ein Nürnberger Bratwürstl." Dertil kommer engelske ord søgt udtalt på tysk, fx "thrasher apple banger".